# Kanton Peyrolles-en-Provence
Kanton Peyrolles-en-Provence is een voormalig kanton van het Franse departement Bouches-du-Rhône. Het kanton maakte deel uit van het arrondissement Aix-en-Provence. Het werd opgeheven bij decreet van 27 februari 2014, met uitwerking op 22 maart 2015. Alle gemeenten werden toegevoegd aan het kanton Trets.

## Gemeenten
Het kanton Peyrolles-en-Provence omvatte de volgende gemeenten:
- Jouques
- Le Puy-Sainte-Réparade
- Meyrargues
- Peyrolles-en-Provence (hoofdplaats)
- Saint-Paul-lès-Durance